# Комоно (Міє)

Комоно́ (яп. 菰野町, こものちょう, МФА: [komono t͡ɕoː]?) — містечко в Японії, в повіті Міє префектури Міє. Розташоване в північній частині префектури, у східного підніжжя гір Судзука. Отримало статус містечка 1928 року. Площа становить 106,89 км². Станом на 1 серпня 2011 року населення складало 40 000  осіб, густота населення — 374 осіб/км².   